# Sybra lineatoides
Sybra lineatoides là một loài bọ cánh cứng trong họ Cerambycidae.